# Слабинський Петро Іванович
Петро Іванович Слабинський (нар. 10 липня 1926, Маріуполь — пом. 13 січня 1993) — радянський і український художник кіно; член Спілки кінематографістів України та Спілки радянських художників України.

## Біографія
Народився 10 липня 1926 року у місті Маріуполі (тепер Донецька область, Україна) в селищі Волонтерівці в сім'ї робітника. До німецько-радянської війни закінчив семирічну школу. З початком окупації Маріуполя був відправлений на примусові роботи до Німеччини, але там захворів і був повернутий на батьківщину. Після звільнення міста був призваний до Радянської армії, служив у Закавказзі. 1946 року був демобілізований.
Впродовж 1948—1953 років навчався у Харківському художньому училищі, у 1959 році закінчив художній факультет Всесоюзного державного інституту кінематографії, де навчався у Юрія Пименова.
Працював на Ялтинській кіностудії. З 1965 року — художник-постановник Київської кіностудії імені Олександра Довженка.
Жив у Києві в будинку на вулиці Горького № 25, квартира 19. Помер 13 січня 1993 року.

## Фільмографія
Працював в галузі кіно-декораційного мистецтва. Оформив стрічки:
- «Грізні ночі» (1960);
- «Серце не прощає» (1961);
- «Капітани Голубої лагуни» (1962);
- «Три доби після безсмертя» (1963);
- «На самоті з ніччю» (1966);
- «Гольфстрим» (1968);
- «Чи вмієте ви жити?» (1970);
- «Ніна» (1971);
- «Тільки ти» (1972);
- «Довіра» (1972, телефільм, 2 с);
- «Дід лівого крайнього» (1973);
- «Хвилі Чорного моря» (1975, телефільм, 4 с, у співавторстві);
- «Море» (1978);
- «Прихована робота» (1979);
- «Беремо все на себе» (1980);
- «Сімейне коло» (1980);
- «Щастя Никифора Бубнова» (1983);
- «Вклонись до землі» (1985);
- «Увійдіть, стражденні!» (1987);
- «Проєкт „Альфа“» (1990);
- «Мана» (1991);
- «Іван та кобила» (1992);
- «Цвітіння кульбаби» (1992);
- «Вишневі ночі» (1992).

Брав участь у всеукраїнських виставках з 1963 року. 1986 року у Києві в Будинку кіно пройшла його персональна виставка, присвячена 60-річчю.